# 北京协和医学院天津校区
北京协和医学院天津校区，是北京协和医学院在天津市静海区团泊新城筹建的天津校区，承担协和医学院高端医学人才培养和研究生基础教育基地。2023年9月，开工建设。

## 周边配套
天津地铁津静线在此设有团泊医学园站。